# Die Horen
Die Horen var en tysk litteraturtidskrift, grundad 1795 av Friedrich Schiller. Namnet kommer från årstidernas gudinnor, horerna.
Medarbetare var en rad av tidens främsta kulturpersonligheter som Goethe, Johann Gottfried Herder, August Wilhelm Schlegel, Wilhelm von Humboldt, Friedrich Hölderlin och Johann Gottlieb Fichte. På grund av bristande publikintresse upphörde den redan 1797.